# Aberfeldy (Regno Unito)

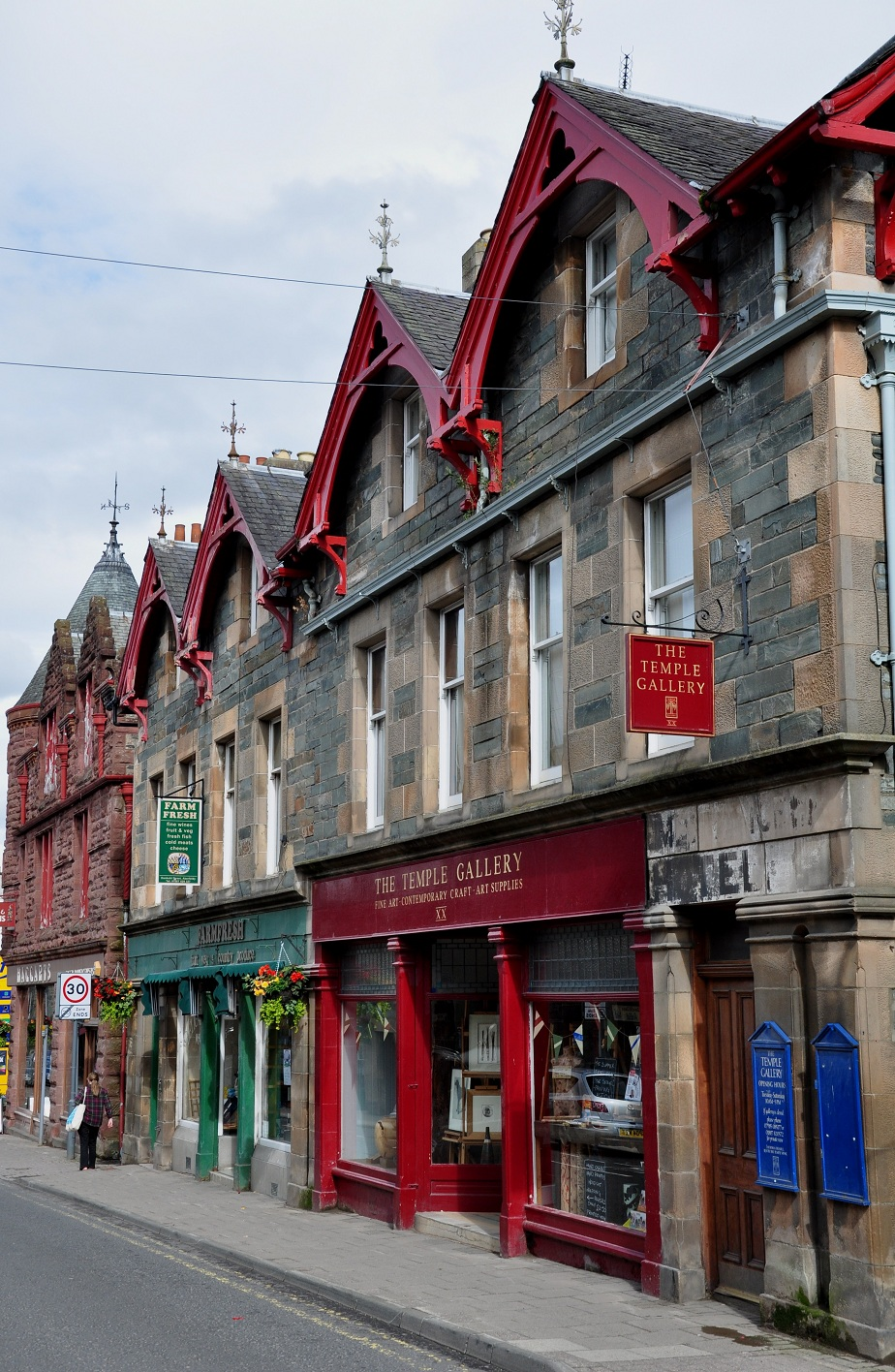
Aberfeldy: la Dunkeld Street

Aberfeldy (in gaelico scozzese: Obar Pheallaidh) è una cittadina (e un tempo burgh) di circa 1.900-2.000 abitanti della Scozia centro-orientale, facente parte dell'area amministrativa di Perth e Kinross (contea tradizionale: Perthshire) e situata ai piedi delle Highlands e lungo il corso del fiume Tay (il fiume più lungo della Scozia).
La località è famosa per il whisky omonimo.

## Geografia fisica
Aberfeldy si trova nella parte centro-settentrionale dell'area di Perth e Kinross, a nord-est del Loch Tay e tra le località di Pitlochry e Trochry (rispettivamente a sud/sud-ovest della prima e a nord/nord-ovest della seconda), a circa 50 km da Perth. È situata lungo la cosiddetta "Rob Roy Way", strada di 79 miglia che va da Pitlochry a Drymen.

## Monumenti e luoghi d'interesse

### Architetture civili

#### Aberfeldy's Tay Bridge
Tra i principali monumenti di Aberfeldy, figura il ponte sul fiume Tay, l'Aberfeldy's Tay Bridge, noto anche come "General Wade's Bridge", che è stato costruito nel 1733 da William Adam (padre di Robert Adam).

#### Black Watch Memorial
Altro monumento di Aberfeldy è il Black Watch Memorial, un memoriale eretto nel 1887 in memoria del primo raduno del reggimento Black Watch.

## Società

### Evoluzione demografica
Nel 2014, la popolazione stimata di Aberfeldy era pari a circa 1.950 abitanti.
La località ha conosciuto quindi un lieve decremento demografico rispetto al 2011, quando la popolazione censita era pari a 1.986 abitanti e soprattutto rispetto al 2001, quando la popolazione censita era pari a 2.020 abitanti.

## Cultura

### Media
- Ad Aberfeldy è ambientato il poema di Robert Burns The Birks of Aberfeldy, scritto nel 1787[3][4]

## Economia
Aberfeldy ha una tradizione industriale che comprendeva, tra l'altro, la produzione di cotone attraverso mulini ad acqua, tradizione iniziata alla fine del XVIII secolo.

### Il whisky Aberfeldy
La produzione di whisky si deve alla Aberfeldy Distillery, che nel 1896 rimpiazzò la distilleria Pittiely, chiusa nel 1867. L'Aberfeldy Distillery si espanse tra gli anni sessanta e gli anni settanta del XX secolo.

## Gallerio d'Immagini

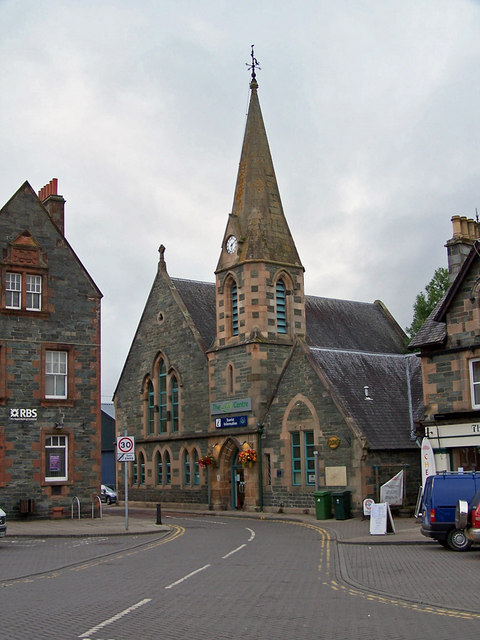
Aberfeldy: il Locus Centre
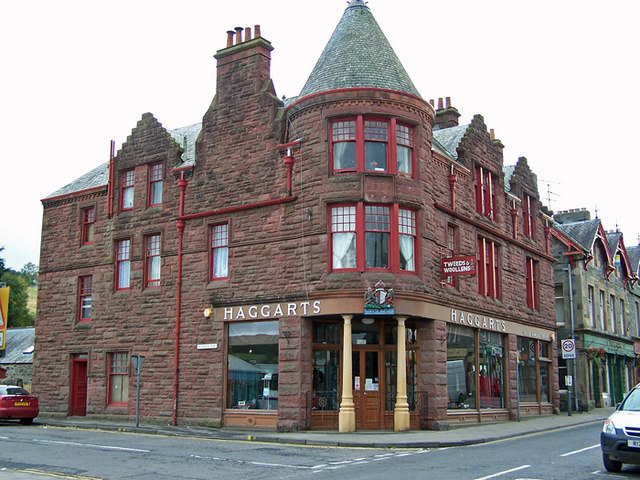
Palazzo di Aberfeldy
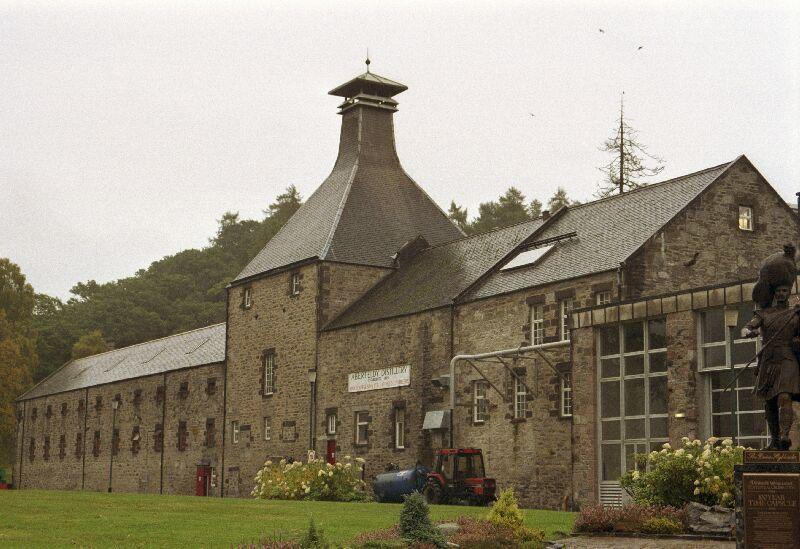
L'Aberfeldy Distillery
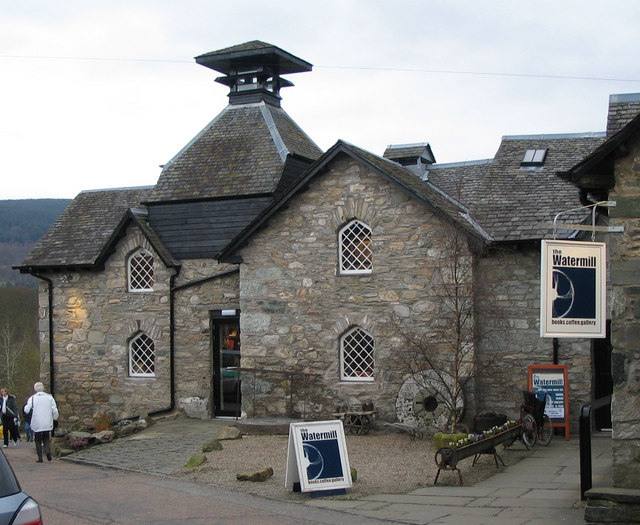
Antico mulino ad acqua ad Aberfeldy